# Celzova knjižnica
Celzova knjižnica je starodavna rimska stavba v Efezu v Anatoliji, ki je zdaj del Seldžuka v Turčiji. Zgrajena je bila v čast rimskemu senatorju Tiberiju Juliju Celzu Polemajanu, ki jo je dokončal njegov sin Gaj Julij Akvila (konzul leta 110) med približno letoma 114 in 117. Knjižnica je bila "ena najveličastnejših stavb v rimskem cesarstvu", v njej je bilo shranjenih 12.000 zvitkov, bila je kot Celzov mavzolej, saj je bil pokopan v kripti pod knjižnico v okrašenem marmornatem sarkofagu.  Knjižnica je bila "tretja največja knjižnica v starodavnem svetu" za knjižnico v Aleksandriji in Pergamonu. 
Notranjost knjižnice je bila uničena, domnevno v potresu leta 262 (čeprav so dokazi, da je požar izbruhnil med vpadom  Gotov v istem letu), prav tako pročelje v drugem potresu v 10. ali 11. stoletju.  Stoletja je ležala v ruševinah, dokler niso med letoma 1970 in 1978 arhitekti ponovno postavili (anastiloza) fasado. 

## Zgodovina
Celz, v katerega čast je bila zgrajena knjižnica, je bil leta 92 konzul, odgovoren za vse javne zgradbe, in med letoma  105 in 107 rimski prokonzul Efeza, glavnega mesta azijske rimske province. Bil je bogat in priljubljen lokalni državljan. Rojen je bil v bližnjih Sardah in med prvimi, ki je bil grškega rodu, pa je postal rimski konzul v rimskem imperiju. Bil je čaščen kot Grk in Rimljan.   Za gradnjo knjižnice je namenil svoje osebno bogastvo. Po naročilu njegovega sina leta 114 je bila gradnja knjižnice končana približno leta 117 v Efezu, na tradicionalno grškem ozemlju. Stavba je pomembna, saj je ena redkih preostalih starodavnih knjižnic, na katere je vplivala rimska knjižnica. Prav tako je razvidno, da so javne knjižnice gradili ne samo v Rimu, temveč v celotnem rimskem imperiju.
Notranjost knjižnice in vse  knjige so bile uničene v ognju v uničujočem potresu, ki je prizadel mesto leta 262, ali kot poročajo številni drugi viri, v požaru istega leta med vdorom Gotov. Ohranila se je samo fasada. Okoli leta 400 je bila knjižnica spremenjena v nimfej. Fasada je bila popolnoma porušena v kasnejšem potresu, verjetno v 11. ali 10. stoletju. 
Med letoma 1970 in 1978 je obnovo vodil nemški arheolog Volker Michael Strocka. Analiziral je ostanke, ki so jih avstrijski arheologi odkrili med letoma 1903 in 1904.  Medtem so nekatere arhitekturne elemente dobili muzeji na Dunaju in v Carigradu. Pri anastilozi so te manjkajoče fragmente nadomestiti s kopijami ali manjkajočimi deli.  Obnovljena je bila samo fasada, preostali del stavbe pa je ostal v ruševinah.

## Arhitektura
Knjižnico je zasnoval rimski arhitekt Vitruvij. Objekt je imel eno dvorano, ki je bila obrnjena proti vzhodnemu soncu, kot je svetoval Vitruvij, da bi izkoristili zgodnjo svetlobo. Knjižnica je bila zgrajena na ploščadi z devetimi stopnicami po celotni širini stavbe, ki so vodile do treh prednjih vhodov. Osrednji vhod je večji od obeh stranskih, vsi pa so okrašeni z okni nad njimi. Stranska vhoda imata štiri pare kompozitnih stebrov, ki so dvignjeni na podstavek. Skupina korintskih stebrov stoji neposredno nad prvim nizom, kar povečuje višino stavbe. Pari stebrov na drugi ravni okvirja okna kot stebri na prvi ravni uokvirjajo vrata in ustvarjajo niše, v katerih so kopije kipov izvirnikov – poosebitve: modrost (Zofija), znanje (Epistema), pamet (Enoja) in moralna krepost (Areta).  Menijo, da je morda obstajal tretji niz stebrov, vendar sta danes samo dva. Ta vrsta fasade z vdelanimi okvirji in nišami za kipe je podobna tisti, ki jo najdemo v starodavnih grških gledališčih (stavba za orkestro ali skena) in je označena kot "scenografija".
Glavni vhod je grobnica s Celzovim sarkofagom in deluje kot nagrobnik. Ni bilo nenavadno, da bi ga pokopali v knjižnici ali celo znotraj mestnih meja, to je bila za Celza posebna čast.
Druge strani stavbe so arhitekturno nepomembne, saj so bile ob knjižnici druge stavbe. Notranjost, ki ni bila povsem obnovljena, je bila enojna pravokotna soba (velikosti 17 x 11 m) z osrednjo apsido, obrobljeno z velikim lokom. V apsidi je stal kip Celza ali Atene, boginje resnice.  Celzova grobnica je bila neposredno pod obokano komoro. Poleg preostalih treh strani so bile pravokotne vdolbine z omarami in policami z 12.000 zvitki. Niše so skupaj z dvojnimi stenami za njimi nadzirale vlažnost in ščitile zvitke pred skrajno temperaturo. Celzova zapuščina naj bi bila 25.000 denarijev za plačilo knjig za branje.
Drugo in tretjo raven je mogoče doseči po stopnicah, vgrajenih v stene, ki naj bi podpirale zgradbo in imeli podobne niše za zvitke. Strop je bil raven, morda je imel osrednji del kvadratni okulus, ki je dal nekaj svetlobe.
Slog knjižnice z bogato, uravnoteženo, dobro načrtovano fasado kaže grški vpliv na rimsko arhitekturo. Gradbeni material (opeka, beton in ostanki ruševin) so ponovno začeli uporabljati v rimskem imperiju okoli 2. stoletja.

## Spominski bankovec
Pročelje stavbe je bilo upodobljeno na hrbtni strani turškega bankovca za 20 milijonov lir v obdobju 2001–2005 in bankovca za 20 novih lir 2005–2009. 